# Astyanax rivularis
Astyanax rivularis är en fiskart som först beskrevs av Lütken, 1875.  Astyanax rivularis ingår i släktet Astyanax och familjen Characidae. Inga underarter finns listade.